# Cilk
Cilk, Cilk++ і Cilk Plus є  мовами програмування загального призначення розроблені для багатопотокових паралельних обчислень. Вони засновані на мовах C і C++, які вони розширюють конструкціями для створення паралельних потоків та fork–join методологією.
Спочатку мова була розроблена в 1990-і роки в Массачусетському технологічному інституті (MIT) в групі Чарльза Лейзерсона. Пізніше Cilk була розширена в Cilk ++ компанією Cilk Arts. Ця компанія згодом була придбана компанією Intel, що дозволило збільшити сумісність з існуючим C і C ++ кодом.

## Історія

### MIT Cilk
Мова програмування Cilk утворилася внаслідок об'єднання трьох окремих проектів МІТ: 
- Теоретична робота з планування багатопотокових програм.
- StarTech - паралельна шахова програма побудована для запуску на Thinking Machines Corporation's Connection Machine моделі CM-5
- PCM/Threaded-C – оснований на С пакет для планування continuation-passing потоків на СМ-5

У квітні 1994 року ці три проекти були об'єднані в "Cilk". Перший компілятор Cilk-1  був випущений у вересні 1994 року.
Оригінальний Cilk мову був заснований на ANSI C, з додаванням до Cilk спеціальних ключових слів, для можливості здійснювати паралельність програм.
Cilk був реалізований як транслятор на C, орієнтований на GNU C Compiler (GCC). Остання версія, Cilk 5.4.6, доступна в MIT в лабораторії комп'ютерних наук та штучного інтелекту (CSAIL), але більше не підтримується.

### Cilk Arts та Cilk++
До 2006, ринок Cilk був обмежений для високопродуктивних обчислень. Поява багатоядерних процесорів в звичайних обчислювальних системах та продажі сотні мільйонів нових паралельних комп'ютерів, які поставляються з кожним роком все більше і більше, наштовхнула Cilk Arts створити і вивести на ринок сучасну версію Cilk, яка підтримуватиме комерційні потреби програмістів нового покоління. В жовтні 2007 року компанія закрила фінансування компіляторів серії А, і випустила новий продукт — Cilk ++ 1.0, який почав поставлятися в грудні 2008 року.
Cilk ++ відрізняється від Cilk декількома рішеннями: підтримка C ++, підтримка циклів, і hyperobjects — нової конструкції, призначеної для вирішення проблеми в паралельному доступі  до глобальних змінних. Cilk ++ був пропрієтарним програмним забезпеченням. Як і його попередник, він був реалізований як компілятор Cilk-to-C ++. Вона підтримує компілятори Microsoft і GNU.

### Intel Cilk Plus
31 липня 2009, Cilk Arts оголосила на своєму вебсайті, що її продукти і технічна команда в даний час входять до складу Intel Corp. Intel і Cilk Arts об'єднали свої передові технології, що в подальшому призвело до виходу Intel Cilk Plus у вересні 2010 року. Cilk Plus отримує значні спрощення в конструкціях, запропонованих Cilk Arts в Cilk ++, щоб усунути необхідність в декількох вихідних ключових словах Cilk, додаючи можливість spawn функції  мати справу зі змінними, які беруть участь в операціях по скороченню. Cilk Plus відрізняється від Cilk і Cilk ++ додаванням масиву розширень, які включаються в комерційний компілятор (від Intel), а також сумісністю з існуючими відладчиками.

### Відмінності між версіями
У початковій реалізації MIT Cilk, ключовим словом, яке визначало функцію написану на Cilk було слово cilk. В цій версії Cilk-процедури можуть безпосередньо викликати C-процедури, але C-процедури  не можуть викликати або створювати процедури Cilk. Тому дане ключове слово було необхідне, щоб відрізнити Cilk код від коду C. Cilk Plus знімає ці обмеження, так що функції С і С ++ можуть викликатися в Cilk Plus коді і навпаки.

## Функції мови
Принципом конструкції мови Cilk є те, що програміст повинен сам визначити паралельні блоки програми, які можуть безпечно виконуватися паралельно; при цьому вони повинні бути позначені в середовищі виконання, зокрема,в планувальнику, який вирішує, під час виконання, як розділити роботу між процесорами. Саме тому, що обов'язки розділені між процесорами, програма на Cilk може працювати без перезапису на будь-якій кількість процесорів, в тому числі і на одному

### Завдання паралелізму: spawn and sync
Головним доповненням до Cilk C є два ключових слова, які в сукупності дозволяють писати паралельні програми
- spawn дозволяє безпечно викликати і запускати функції в паралельному потоці.
- Ключове слово sync вказує на те, що поточна функція не може виконуватись поки не завершаться всі функції, які були викликані раніше.

(В Cilk Plus, ключові слова описуються як _Cilk_spawn і _Cilk_sync або cilk_spawn і cilk_sync, якщо включені заголовки Cilk Plus)

Нижче наведено код рекурсивної реалізації функції Фібоначчі в Cilk, з паралельним викликом рекурсивних функцій, що демонструє використання ключових слів, spawn та sync. 
```
cilk
 
int
 
fib
(
int
 
n
)
 
{

    
if
 
(
n
 
<
 
2
)
 
{

        
return
 
n
;

    
}

    
else
 
{

       
int
 
x
,
 
y
;

       
x
 
=
 
spawn
 
fib
(
n
 
-
 
1
);

       
y
 
=
 
spawn
 
fib
(
n
 
-
 
2
);

       
sync
;

       
return
 
x
 
+
 
y
;

    
}

}

```

### Cilk Arts та Cilk++
До 2006, ринок Cilk був обмежений для високопродуктивних обчислень. Поява багатоядерних процесорів в звичайних обчислювальних системах та продажі сотні мільйонів нових паралельних комп'ютерів, які поставляються з кожним роком все більше і більше, наштовхнула Cilk Arts створити і вивести на ринок сучасну версію Cilk, яка підтримуватиме комерційні потреби програмістів нового покоління. В жовтні 2007 року компанія закрила фінансування компіляторів серії А, і випустила новий продукт — Cilk ++ 1.0, який почав поставлятися в грудні 2008 року.
У початковій реалізації MIT Cilk, ключовим словом, яке визначало функцію написану на Cilk було слово cilk. В цій версії Cilk-процедури можуть безпосередньо викликати C-процедури, але C-процедури  не можуть викликати або створювати процедури Cilk. Тому дане ключове слово було необхідне, щоб відрізнити Cilk код від коду C. Cilk Plus знімає ці обмеження, так що функції С і С ++ можуть викликатися в Cilk Plus коді і навпаки.

### Паралельні цикли
В Cilk ++ були додані додаткові конструкції, однією із них є паралельний цикл, який позначається cilk_for в Cilk Plus.
```
cilk
 
int
 
fib
(
int
 
n
)
 
{

    
if
 
(
n
 
<
 
2
)
 
{

        
return
 
n
;

    
}

    
else
 
{

       
int
 
x
,
 
y
;

       
x
 
=
 
spawn
 
fib
(
n
 
-
 
1
);

       
y
 
=
 
spawn
 
fib
(
n
 
-
 
2
);

       
sync
;

       
return
 
x
 
+
 
y
;

    
}

}

```

Цей алгоритму реалізує паралельний цикл, який має таке трактування: тіло циклу, в даному випадку, викликає деяку функцію F, яка отримує як параметр деяке значення з масиву а, виконується для кожного значення і від нуля до n в невизначеному порядку. Специфікація Cilk не визначає точну поведінку конструкції, типова реалізація виконується за принципом "розділяй і володарюй". 

### Редуктори та гіпероб'єкти
(В Cilk Plus, ключові слова описуються як _Cilk_spawn і _Cilk_sync або cilk_spawn і cilk_sync, якщо включені заголовки Cilk Plus)

Найбільш поширеним типом hyperobject є редуктор, що відповідає пункту відновлення в OpenMP або алгебраїчному поняттю моноїд. Кожен редуктор має одиничний елемент і асоціативну операцію, яка поєднує в собі два значення. Архетипний редуктор є підсумовувачем чисел: одиничний елемент визначається, як рівний нулю, а асоціативна функція обчислює суму. Цей редуктор вбудований в Cilk ++ і Cilk Plus:
```
// Compute ∑ foo(i) for i from 0 to N, in parallel.

cilk
::
reducer_opadd
<
float
>
 
result
(
0
);

cilk_for
 
(
int
 
i
 
=
 
0
;
 
i
 
<
 
N
;
 
i
++
)

    
result
 
+=
 
foo
(
i
);

```

### Масиви значень
Intel Cilk Plus додає позначення для вираження високорівневих операцій над цілими масивами або секціями масивів
```
 
// y ← α x + y

 
void
 
axpy
(
int
 
n
,
 
float
 
alpha
,
 
const
 
float
 
*
x
,
 
float
 
*
y
)

 
{

     
for
 
(
int
 
i
 
=
 
0
;
 
i
 
<
 
n
;
 
i
++
)
 
{

         
y
[
i
]
 
+=
 
alpha
 
*
 
x
[
i
];

     
}

 
}

```

В Cilk Plus може бути виражено, як:
```
y[0:n] += alpha * x[0:n];
```

Це позначення допомагає компіляторові ефективно векторизувати додатки. Intel Cilk Plus дозволяє використовувати С/C++ операції до кількох елементів масиву паралельно, а також надає набір вбудованих функцій, які можуть бути використані для виконання векторизованих зрушень, обернень і скорочень. Подібна функціональність існує в Fortran 90; Cilk Plus відрізняється тим, що він ніколи не виділяє тимчасові масиви, тому використання пам'яті легше передбачити.

### Елементарні функції
В Cilk Plus елементарними функціями є регулярні функції, які можна викликати або зі скалярними аргументами або із елементами масиву паралельно. Вони аналогічні функціям в OpenCL.

### #pragma simd
Прагма дає дозвіл компіляторові векторизувати цикл навіть у тих випадках, коли автоматична векторизація може призвести до збою. Це найпростіший спосіб вручну застосувати векторизацію.

## Дивитись також
- Grand Central Dispatch
- Intel Concurrent Collections (CnC)
- Intel Parallel Building Blocks (PBB)
  - Intel Array Building Blocks (ArBB)
- Intel Parallel Studio
- NESL
- OpenMP
- Parallel computing
- Sieve C++ Parallel Programming System
- Threading Building Blocks (TBB)
- Unified Parallel C